# Silśkyj Hospodar
Silśkyj Hospodar (także Silski Hispodar), ukr. Сільський господар (Krajowe Towarzystwo Gospodarcze «Silskyj Hospodar») – ukraińska spółdzielcza organizacja gospodarcza, założona w 1899 w Olesku w Galicji, działająca do 1944 roku.
Została założona przez księży greckokatolickich Tomę Dutkewycza (pierwszego przewodniczącego Towarzystwa do 1908) i Julijana Dutkewycza w celu polepszenia doli chłopów dzięki polepszeniu metod gospodarowania, organizacji zbytu płodów rolnych oraz obrony chłopskich interesów.